# Jabal al-Hasawna
Der Jabal al-Hasawna (arabisch جبل الحساونة, DMG Ǧabal al-Ḥasāwina), andere Transkriptionen Jabal al Hasawinah, Jabal Hasunah, Jabal Hasouna oder Jabal Fezzan, ist ein über 1000 m hoher Gebirgszug, der sich nördlich des Wadi asch-Schati’ im Südwesten Libyens erstreckt. Die Bergkette zählt zu den markantesten Naturdenkmälern und bedeutendsten prähistorischen Kulturmonumenten der Sahara.

## Geografie
Das Massiv umfasst eine Fläche von 800 Quadratkilometern, unterteilt in zahlreiche Täler und überlappende Höhen. Der höchste Gipfel misst 1166 Meter über dem Meeresspiegel. Die Bergkette liegt im Wadi asch-Schati’ in der historischen Region Fessan am nördlichen Rand des Murzuk-Beckens, etwa 15 Kilometer nördlich der Stadt Brak und grenzt im Norden an die Hammada al-Hamra. Die Hauptstadt des Munizip Wadi asch-Schati’, Adiri, befindet sich rund 145 km südwestlich.
Der Berg, arabisch Jabal (deutsch Dschabal ausgesprochen), ist nach den Hasawna benannt (andere Transkriptionen Hasawinah, Hasunah, Hasouna), einem Stamm im Fessan, der früher in den Tälern des Gebirges siedelte. In den Bergen befinden sich heute keine Siedlungen mehr. Frühere Bewohner ließen sich zu Beginn des 19. Jahrhunderts in den Oasen des Wadi asch-Schati’ südlich der Ausläufer des Hasawna nieder. Heute wird die Gebirgskette spontan von Jägern sowie Besitzern von Kamel- und Schafherden genutzt. Von besonderer Bedeutung ist der Jabal al-Hasawna bei In- und Ausländern als beliebtes kulturelles und touristisches Ausflugsziel.

## Geologie
Die Hasawna-Formation besteht überwiegend aus paläozoischem Sandstein, der auf präkambrischem Grundgebirge aufliegt. Die gesamte Abfolge scheint marinen Ursprungs zu sein, wobei der Sandstein durch Kiesablagerung aus primärem Vulkangestein erodiert ist. Das Alter dieser panafrikanisch gebildeten Metamorphite wird datiert um 520 Ma. Den Hasawna durchzieht ein in Jahrmillionen entstandenes komplexes Talsystem, lokal Asch-Schatib genannt, mit vergleichbaren Auswaschungen wie in Petra. Die Täler sind miteinander verflochtene Wadis, überwiegend sehr schmale, tiefe und unpassierbare Felsschluchten, aber auch einzelne sehr breite Flussbette mit großen Weideflächen.
Mitten in der Sahara bewirken die Berghöhen von über 1000 Metern eine Wolkenbildung und regelmäßigen Stauregen über dem Gebirgszug. Die Wadis gelten als natürliche Wasserspeicher. In den Bergen befinden sich temporäre Wildbäche und sechs permanente Wasserspeicher, die Guelta genannt werden. Ungefähr alle drei Jahre treten sintflutartige Regenfälle auf. Sie bilden den Ausgangspunkt der Geomorphologie und des Lebens im Jabal al-Hasawna. Zu den bedeutendsten Wadis des Bergmassivs zählen der Wadi Masouda, der Wadi Al-Zaza'a, der Wadi As-Sibta und der Wadi Zaqza. In diesen Tälern befindet sich üppiges Grünland, wohin früher wie heute Hirten umliegender Oasen insbesondere von Januar bis April mit ihren Kamel- und Schafherden zum Weiden ziehen.
Während der Ölexploration in den 1960er-Jahren wurden im Untersuchungsgebiet von Hasawna in einer Tiefe zwischen 323 und 555 Metern riesige Mengen fossiles Wasser in unterirdischen Reservoirs entdeckt, die aus der letzten Eiszeit stammen. In Realisierung des Great-Man-Made-River-Projekts entstanden die Hasāwina-Brunnenfelder, die über eine Pipeline seit 1996 täglich unter anderem bis zu 600.000 m³ Wasser in das rund 700 Kilometer entfernte Tripolis liefern. Das Brunnenfeld besteht aus zwei Gebieten: East-Jabal-Hasawna und Northeast-Jabal-Hasawna, mit zusammen 484 Brunnen und einer möglichen Gesamtkapazität von rund 2 Millionen Kubikmeter Wasser pro Tag.

## Flora und Fauna
Unter den Reliktgehölzen in den Hasawna-Bergen sind Jade-, Oliven-, Zypressen- und Mastixbäume hervorzuheben. Einige dieser perennen Bäume können ein Alter von 400 Jahren erreichen. Zu weiteren vorhandenen Holzpflanzen zählen verschiedene Arten von Akazien und Artemisia, Tamariskengewächse, Thymiane, Oleander, Doum- und Dattelpalmen. Unterschiedliche Kombinationen von Ephemeren bilden wichtige saisonale Weiden, die Acheb  genannt werden. Anzutreffen sind ferner Lippenblütler, Kreuzblütler, Wildkohlarten, Trüffel, Wermutkraut, Kümmel, Bohnenkräuter, Koloquinte. Zu den Gräsern in den Bergen und Tälern gehören Arten von Aristida, Eragrostis sowie Panicum.
Die Vielfalt des Pflanzenlebens führte zu einer bemerkenswerten Vielfalt des Tierlebens. Zu den Reptilien gehören Eidechsen, Wüstenwarane und Schlangen. Zahlreich vorhanden sind Wüstenspringmäuse und Wildkaninchen. Die meisten der in den Bergen vorkommenden Vögel sind Zugvögel auf der Durchreise wie Schwalben und Mauersegler. Hingegen nisten permanent in den Felswänden unter anderem Schlangenadler, Geier, Falken und Grünfinken. In Sträuchern und Büschen sind Spießflughühner, Wiedehopfe und Grasmücken vorzufinden.
Noch zu Anfang des 21. Jahrhunderts waren die Täler und Höhen des Berges voll von Wildtieren, vor allem mit Wildschweinen, wilden Rindern, Rehen, Gazellen, Wüstenfüchsen und Streifenhyänen. Die Zahl der meisten dieser Tiere ist durch Jagd und insbesondere durch Überweidung sehr stark zurückgegangen. Die Zunahme von Weideflächen verringert das Nachwachsen der krautigen Pflanzendecke und damit die für Wildtiere verfügbaren Grünflächen.
Als private Organisationen existieren die Al Hasawna Mountain Association for Environmental Protection und die Al Hasawna Wildlife Conservation Society, die sich für den Schutz der Tiere, der Natur und der Felszeichnungen in den Hasawna-Bergen einsetzen. Die Mitglieder halten Wasserstellen für die Wildtiere instand, löschen Brände, organisieren Kontrollfahrten sowie Aufklärungskampagnen und drängen Besucher der Berge dazu, die Tiere, die Natur und die historischen Hinterlassenschaften zu achten. Bei der libyschen Bevölkerung stoßen die freiwilligen Helfer auf großen Respekt sowie Unterstützung und Wertschätzung.

## Geschichte
In der Libyschen Wüste ist der Jabal al-Hasawna eine der wichtigsten Stätten der Fels- und Höhlenmalerei. Auf zahlreichen Felsen und in Höhlen befinden sich Petroglyphen, Felsbildern oder Inschriften. Sie dokumentieren Zeiträume, in denen die Region wesentlich feuchter war und somit ein deutlich fruchtbareres Landschaftsbild mit zahlreichen Tieren bot. Nur wenige der bis zu 7000 Jahre alten Zeichnungen sind durch Erosion oder mutwillige Zerstörung verschwunden, die meisten von ihnen sind in gutem Zustand. Die Abbildungen stellen das menschliche Leben in den Bergen jener Epochen dar, die auf Jagd und Beweidung basierten.
Zu sehen sind oftmals Jagdmotive, einige durchgeführt von einzelnen Menschen, teilweise mit Streitwagen, andere in kollektiver Treibjagd. Mehrere Bilder zeigen das urzeitliche soziale Leben der Region, beispielsweise Familie, Kinder, Liebe, Ehe, Bestattungsrituale. Wiederkehrende Motive sind Seen und Wildbäche, Pflanzen und Felder, Tiere und Menschen. Die Symbiose Wasser, Pflanzen, Tiere, Menschen war die Grundlage allen Lebens der damals hier lebenden Zivilisationen, was aus ihren Felsbildern deutlich hervorgeht.
Historisch sind die Hasawna-Berge voll von Ereignissen und Interaktionen zwischen den Völkern und Stämmen, die sie besiedelten oder durchzogen. Die Gebirgskette lag an einer der wichtigsten Karawanenstrecke des Transsaharahandels, die Innerafrika mit der Mittelmeerwelt verband. Spuren der einstigen Wege sind deutlich erkennbar vorhanden, sie führen Besucher und Hirten noch heute in die Täler. In den Bergen existierten kleine befestigte Siedlungen (Ksar genannt), die alle im Jahr 1813 von Angehörigen der Qaramanli im Kampf um deren Vorherrschaft im Fessan zerstört wurden. Seitdem gilt die Gebirgskette als unbewohnt, jedoch aufgrund der vielen schwierig zu erreichenden Täler und der verschlungenen Pfade bis heute oft als Zufluchtsort oder Basis für Gesetzeslose, Rebellen, Freiheitskämpfer und Oppositionelle.